# Skogssjön (Högby socken, Östergötland)
Skogssjön är en sjö i Mjölby kommun i Östergötland och ingår i Motala ströms huvudavrinningsområde. Sjön har en area på 0,122 kvadratkilometer och ligger 115,9 meter över havet.

## Delavrinningsområde
Skogssjön ingår i det delavrinningsområde (646979-145975) som SMHI kallar för Utloppet av Skogssjösjön. Medelhöjden är 123 meter över havet och ytan är 3,01 kvadratkilometer. Det finns inga avrinningsområden uppströms utan avrinningsområdet är högsta punkten. Vattendraget som avvattnar avrinningsområdet har biflödesordning 3, vilket innebär att vattnet flödar genom totalt 3 vattendrag innan det når havet efter 118 kilometer. Avrinningsområdet består mestadels av skog (58 procent), öppen mark (12 procent) och jordbruk (21 procent). Avrinningsområdet har 0,12 kvadratkilometer vattenytor vilket ger det en sjöprocent på 4,1 procent. Bebyggelsen i området täcker en yta av 0,13 kvadratkilometer eller 4 procent av avrinningsområdet.